# Rehborn
Rehborn ist eine Ortsgemeinde im Landkreis Bad Kreuznach in Rheinland-Pfalz. Sie gehört der Verbandsgemeinde Nahe-Glan an.

## Geographie
Rehborn liegt am Glan, zwischen Meisenheim im Süden und Odernheim am Glan im Norden.
Zu Rehborn gehören auch die Wohnplätze Im Hahn, Neuhaus, Schreckhof, Im Schlad, Bahnhof und Bahnwärterhaus.
In einigen Weinbergen von Rehborn wurden Fossilien von Pflanzen und Tieren aus der Rotliegend-Zeit (Perm) vor etwa 290 Millionen Jahren entdeckt. Zu den Tierfossilien gehören Fische, Amphibien und Reptilien.

## Geschichte
Nach dem Wiener Kongress gehörte Rehborn zum Rheinkreis in Bayern, wo es bis zum Ende des Zweiten Weltkriegs verblieb. Bei der rheinland-pfälzischen Verwaltungsreform 1969 wurde es vom Landkreis Rockenhausen in den  Landkreis Bad Kreuznach umgegliedert. In kirchlicher Hinsicht gehört Rehborn weiterhin zur Evangelischen Kirche der Pfalz und zum Bistum Speyer.
Einwohnerentwicklung
Die Entwicklung der Einwohnerzahl von Rehborn, die Werte von 1871 bis 1987 beruhen auf Volkszählungen:
| Jahr | Einwohner |
| ---- | --------- |
| 1815 | 566       |
| 1835 | 935       |
| 1871 | 1.115     |
| 1905 | 494       |
| 1939 | 802       |

| Jahr | Einwohner |
| ---- | --------- |
| 1950 | 879       |
| 1961 | 811       |
| 1970 | 795       |
| 1987 | 782       |
| 1997 | 802       |

| Jahr | Einwohner |
| ---- | --------- |
| 2005 | 775       |
| 2011 | 728       |
| 2017 | 698       |
| 2023 | 676       |

## Politik

### Bürgermeister
Patrick Becker wurde im Juni 2024 zum Ortsbürgermeister von Rehborn gewählt.
Sein Vorgänger war Karl Otto Dornbusch. Bei der Kommunalwahl am 26. Mai 2019 wurde er mit einem Stimmenanteil von 54,32 % gewählt und wurde damit Nachfolger von Thomas Link (SPD), der nach zehn Jahren im Amt nicht mehr kandidiert hatte.

## Wirtschaft und Infrastruktur
Die bis nach dem  Zweiten Weltkrieg stark landwirtschaftlich geprägte Struktur passte sich sehr rasch den veränderten Bedingungen an. Mangels eigener Industrie pendeln viele Menschen zum Arbeitsplatz, das Dorf entwickelte sich zur Wohngemeinde.
Der Ort erhielt 1896 durch Eröffnung der als unmittelbare Fortsetzung der Lautertalbahn Strecke Lauterecken–Odernheim Anschluss an das Eisenbahnnetz. Dieses Teilstück ging 1904 in der in dem Jahr vollständig eröffneten Glantalbahn auf, die jedoch inzwischen stillgelegt ist.

## Söhne und Töchter der Gemeinde
- Fritz Rudolf Körper (* 1954), Politiker (SPD)